# Pieve di Santa Cecilia a Decimo
La pieve di Santa Cecilia a Decimo è un luogo di culto cattolico situato nel comune di San Casciano in Val di Pesa, in provincia di Firenze.

## Storia
La chiesa è situata al decimo miglio (da qui il nome) della via Cassia e appare citata per la prima volta in un documento della Badia a Passignano datato marzo 884. Fin dal X secolo risulta sotto la tutela del Re d' Italia Lotario II e dell'Imperatore Ottone III, in quali la esentarono dal diritto di albergaria. Tale diritto venne confermato nel 1120.
Dal XII secolo in poi la chiesa e i suoi pievani appaiono in numerosi documenti riguardanti atti di affitto e di vendita. Nei pressi della pieve, nella prima metà del XIII secolo, vi era un castello che amministrava un suo distretto e aveva un suo podestà sottoposti all'autorità del vescovo di Firenze; del castello non rimane più traccia ma forse doveva trovarsi dove ora è situata una casa colonica il cui toponimo è Castelletto. Il vescovo mantenne il diritto all'elezione del pievano, dei canonici e alla riscossione della tasse.
Il territorio amministrato dalla pieve di Decimo era composto da 15 chiese suffraganee che le garantivano una discreta ricchezza. Ricchezza che però non consentì alla pieve di sganciarsi dall'autorità del vescovo, il quale per prevenire ogni possibile dissenso nominava i pievani tra personalità interne alla curia fiorentina.
Nel 1355 la pieve divenne il capoluogo della Lega di Decimo ma la vicinanza col castello di San Casciano non le consentì nessuno sviluppo. Nel corso del tempo, anzi, vide sempre più diminuire il numero dei canonici e i pievani la trascurarono portandola alla rovina tanto che nel 1440 papa Eugenio IV la unì al Monastero di San Donato in Scopeto. Il risanamento fu immediato tanto che nel 1445 papa Callisto III le restituì la piena autonomia.
Nel 1589 le venne costruito a fianco l'oratorio della Compagnia del Sacramento, nel 1690, quando ormai il borgo di San Casciano era diventato un vero centro urbano, le venne staccata la propositura di San Cassiano. Tra il 1728 e il 1730 per opera del pievano Borghigiani l'interno della chiesa fu trasformato secondo lo stile barocco, vennero innalzati sette altari e l'interno fu decorato con stucchi.

Il 30 dicembre 1797 il titolo di Pieve venne passato alla chiesa di San Cassiano e Santa Cecilia fu declassata a semplice prioria pur mantenendo il fonte battesimale. Significativi interventi di restauro vennero effettuati dopo il terremoto del 1895 in cui l'edificio della chiesa subì ingenti danni. Nei diari del pievano è scritto che: 

## Descrizione

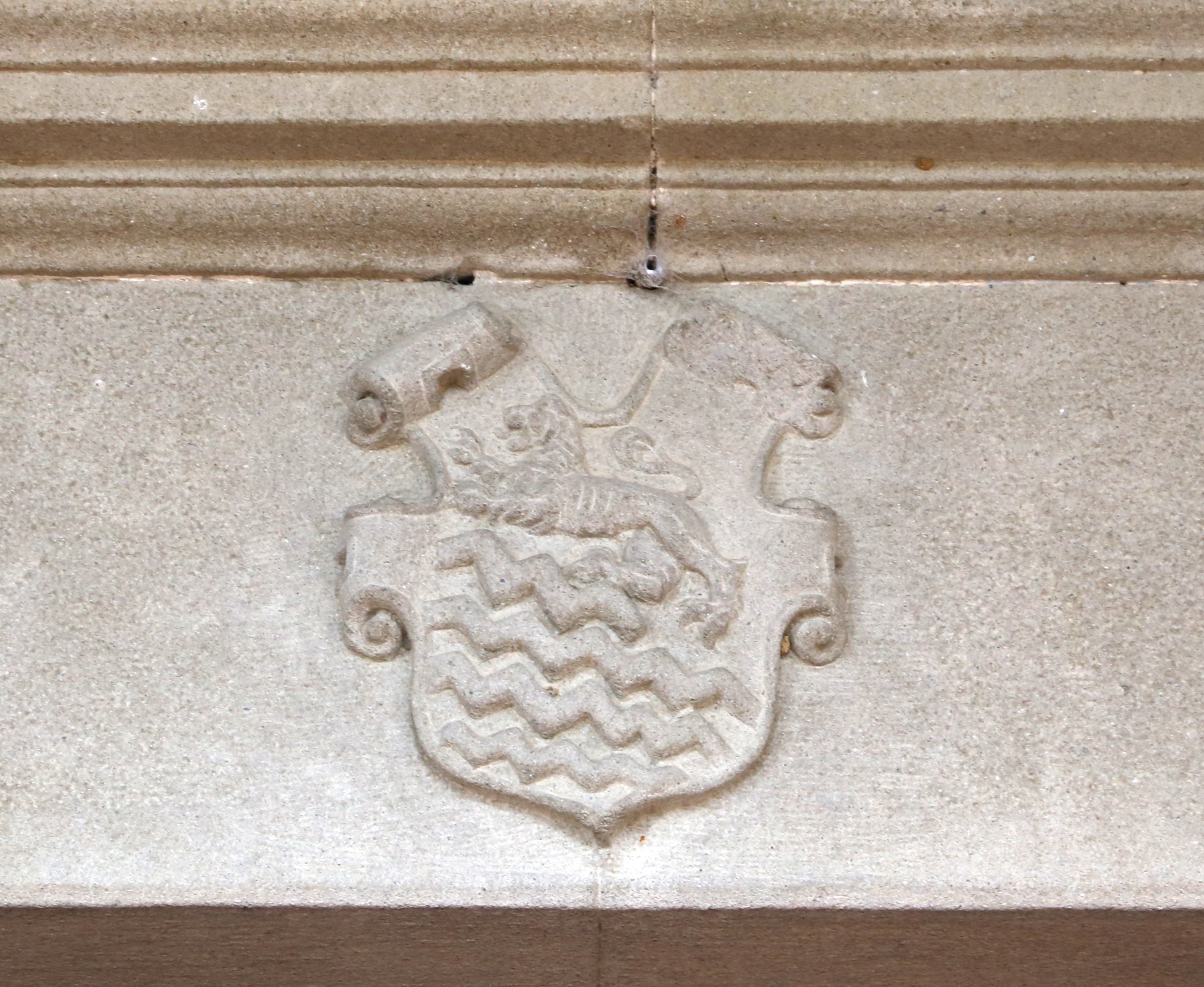
Stemma Rucellai sul portale

L'edificio presenta il tipico impianto basilicale romanico, con copertura a tetto e origine doveva essere conclusa con un'abside.

### Esterno
La facciata è preceduta da un portico a tre archi e non conserva nulla della sua definizione originaria. Dall'interno dell'oratorio della Compagnia, posto sul fianco settentrionale, si può parzialmente vedere la struttura originaria che è costituita da pietraforte e bozze di calcare disposte a filaretto. Nel claristorio sono visibili alcune monofore tamponate.
Dell'epoca romanica rimane intatta la torre campanaria. La torre, posta sul fianco nord, è stata realizzata con pietre calcaree e di arenaria disposte a filaretto contenute da cantonali di pietra concia. Sono presenti poche aperture. La cella campanaria è aperta da quattro monofore archiacute frutto di un evidente rifacimento.

### Interno

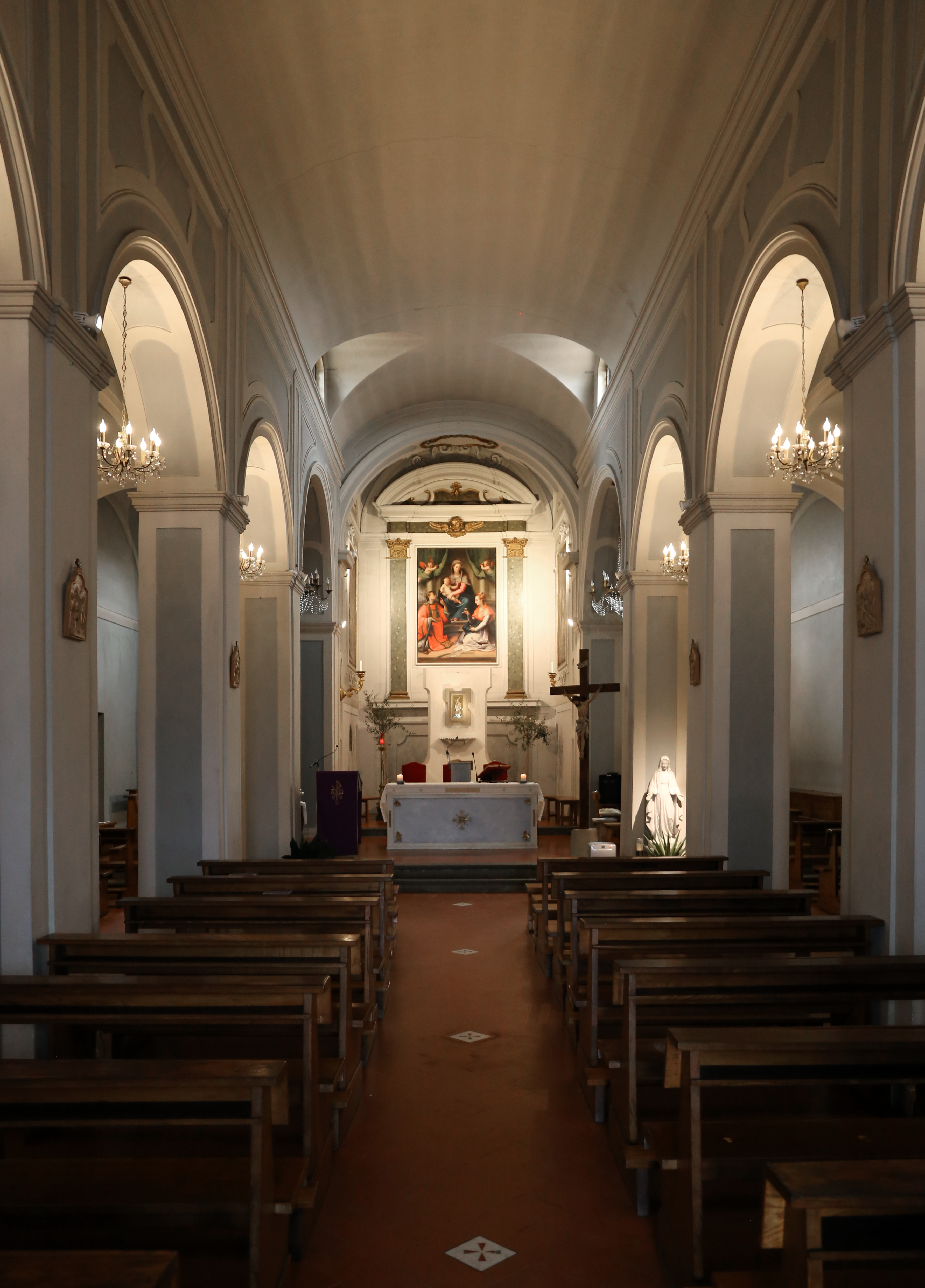
Interno

L'interno si presenta nella veste barocca datole dopo i restauri del XVIII secolo. In quell'occasione venne nascosto il soffitto a capriate lignee.
L'interno è a tre navate di cinque campate ciascuna poggianti su pilastri rettangolari che reggono arcate a tutto sesto. Nei pressi del portale di accesso i primi due pilastri sono stati stonacati e mostrano la loro forma originaria.
Il rivestimento in filaretto era sicuramente anche nell'abside mentre le pareti delle navate laterali erano coperte con affreschi realizzati tra il XIII e il XIV secolo. Di questi affreschi è sopravvissuto solo un frammento situato sulla parete nei pressi del primo altare di destra: raffigura la Madonna col Bambino ed è stato attribuito a Cenni di Francesco. Sempre sulla parete destra è collocata una bella tavola di scuola fiorentina risalente al XVII secolo e raffigura Tobiolo e l'Angelo mentre nel lato destro del transetto vi è un Reliquiario in argento contenente una reliquia di Santa Cecilia.
L'opera di maggior pregio della chiesa è collocata nel coro dell'altare maggiore e raffigura una Madonna col Bambino fra i santi Lorenzo e Cecilia, già attribuita a Michele di Ridolfo del Ghirlandaio, ma più probabilmente opera di Carlo Portelli. Ai lati del coro sono collocate altre due tavole; sulla destra Santa Cecilia e il suo carnefice mentre sulla sinistra Santa Cecilia e il marito Valeriano , sono entrambe opere di ignoti e risalgono al XVII secolo.
Sulla parete della navata sinistra sono collocate una tela raffigurante la Sacra Famiglia di scuola fiorentina del XVII secolo e nell'ultimo altare è collocato un Crocifisso ligneo di scuola fiorentina del XVIII secolo.
Sulla parte destra, dietro una cancellata, c'è il fonte battesimale; per terra è conservata una stele funeraria romana di un liberto con epigrafe in latino risalente al periodo tardo imperiale; nel medioevo venne modificata e usata come fonte battesimale.

## Piviere di Santa Cecilia a Decimo
- collegiata di San Casciano
- chiesa di Santa Maria a Argiano

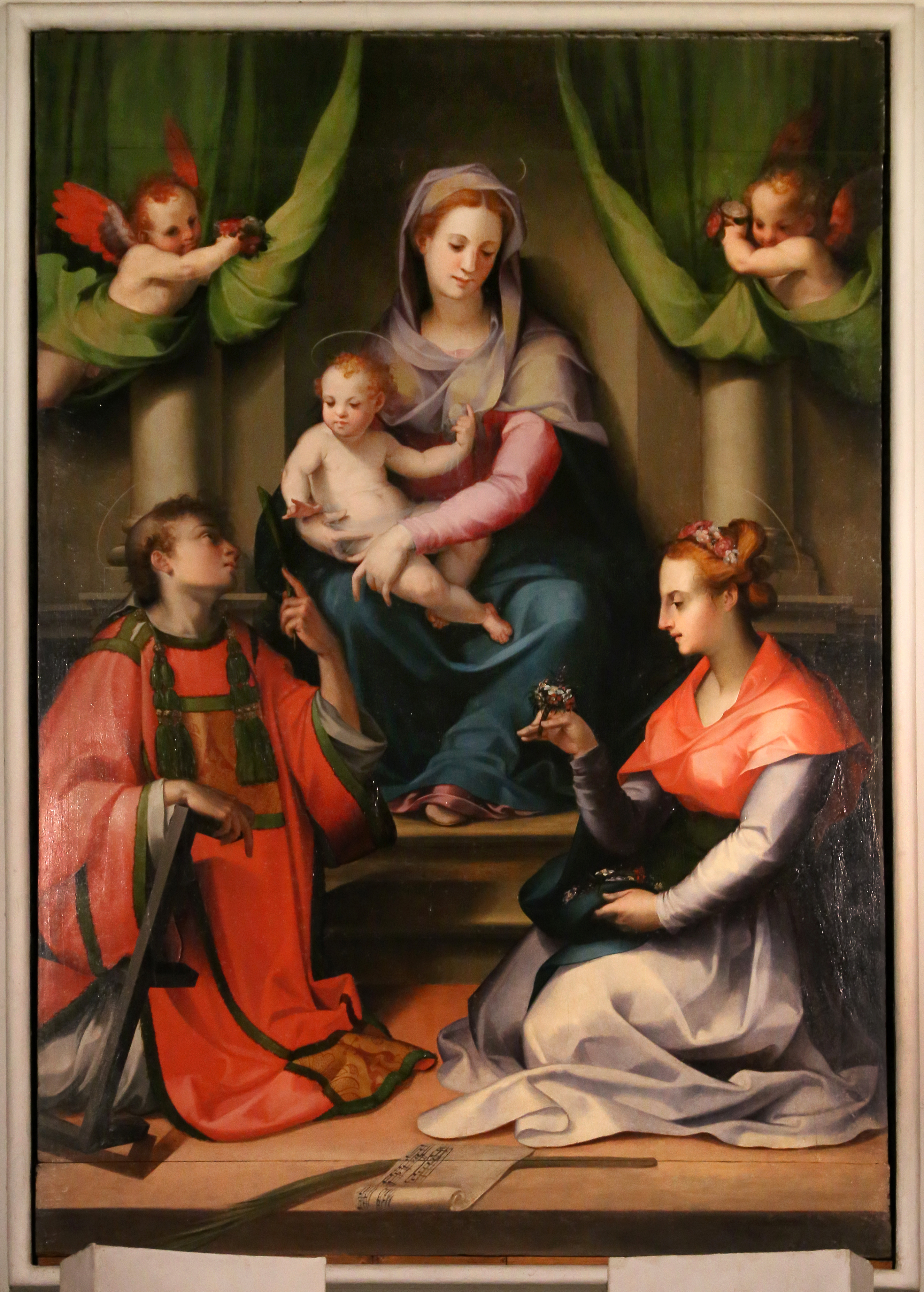
Madonna in trono tra i Santi Cecilia e Lorenzo, Carlo Portelli

Risalente al XIII secolo, ristrutturata nel XVIII secolo.
- chiesa di San Michele ad Argiano

Conosciuta come Sant'Angelo, è una piccola chiesa romanica che in facciata, nell'architrave, presenta sculture a bassissimo rilievo. Nel 1561 fu annessa a Santa Maria ad Argiano.
- chiesa di Sant'Andrea (Sant'Andrea in Percussina)
- chiesa di San Bartolomeo a Faltignano

La chiesa è conosciuta dal 1177. Eccetto che nell'abside mantiene l'originale paramento romanico. Ampliata nel XVIII secolo, nel 1974 trasferita la sede a chiesa di San Donato a Chiesanuova.
- chiesa di San Jacopo (San Casciano in Val di Pesa)
- chiesa di San Martino (Argiano)
- chiesa di San Zanobi
- chiesa di Santo Stefano a Petriolo

È conosciuta dal 1148.Fu distrutta in epoca medievale. Nel 1659, al suo, posto, fu costruita una cappella.
- chiesa di San Pier di Sopra

Esistente già nel 1043, nulla conserva del periodo romanico. Nonostante sia priva persino delle campane è stata graziata dalla generale soppressione degli edifici ecclesiastici nel 1986.
- chiesa di San Pier di Sotto

Ricordata nel 1214 con il suffisso, San Pier degli Abbruciati. Di particolare interesse la facciata, che mantiene visibili elementi romanici, perché fuori asse rispetto all'attuale prospetto..Soppressa nel 1986 e annessa a San Pier di Sopra.
- chiesa di San Lorenzo (Castelbonsi)
- chiesa di Santa Margherita (Caserotta)
- chiesa di Santa Maria a Casavecchia
- monastero di Santa Cristina

Di questo monastero si conosce solo la data della soppressione, il 1251.
- ospedale di Sant'Antonio

L'ospedale era stato fondato nel 1291 nei pressi della chiesa di Santa Maria del Prato. Oggi non ne restano tracce.
- ospedale di Domini Mate

Esistente nel 1287.Conosciuto anche come ospedale di San Giusto, sorgeva dove ora si trova l'oratorio di San Bartolomeo.

## Bibliografia

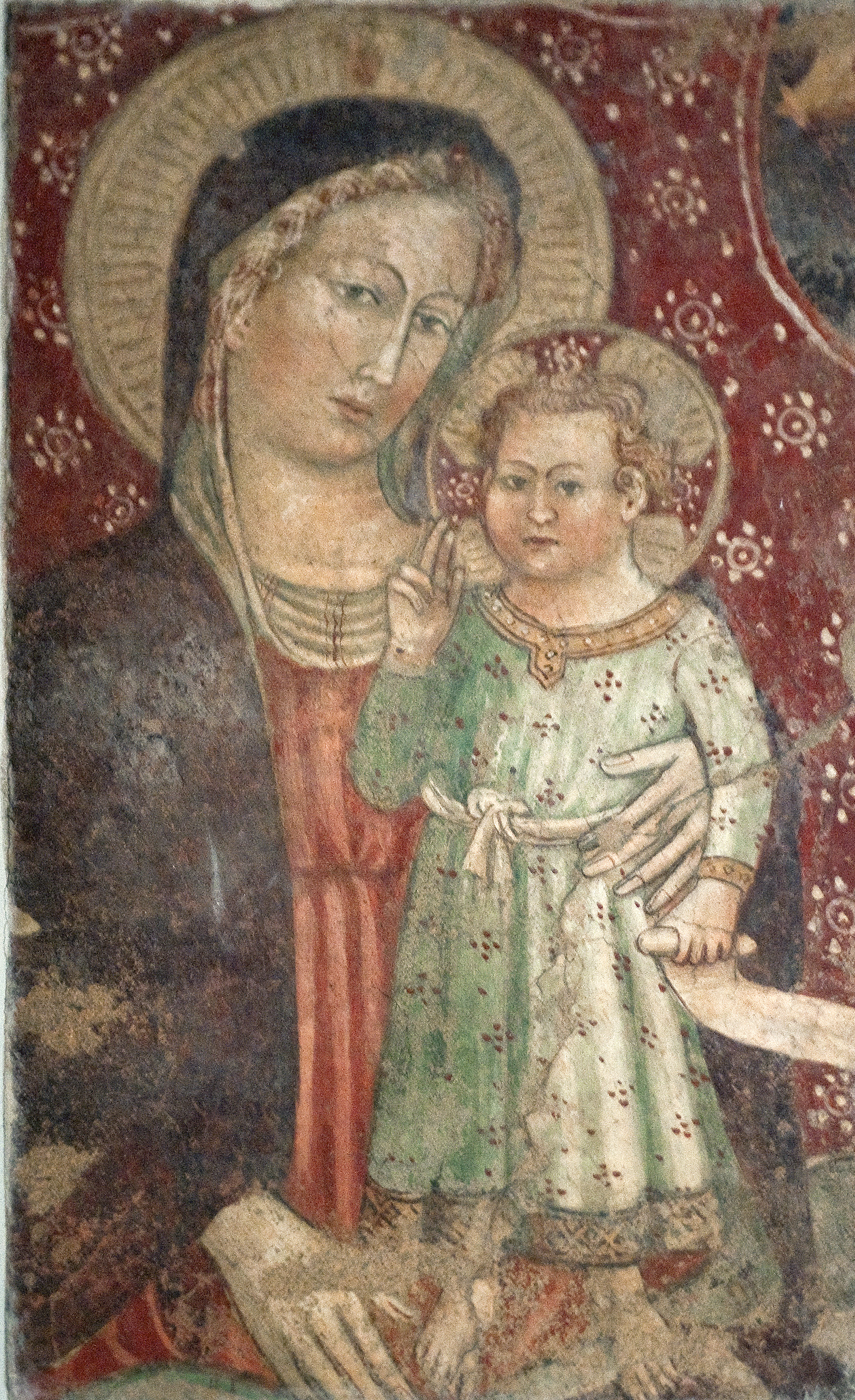
Madonna col Bambino, Cenni di Francesco